# Sphedamnocarpus heterophyllus
Sphedamnocarpus heterophyllus är en tvåhjärtbladig växtart som beskrevs av Arenes. Sphedamnocarpus heterophyllus ingår i släktet Sphedamnocarpus och familjen Malpighiaceae. Inga underarter finns listade i Catalogue of Life.